# Eupterote ochripicta
Eupterote ochripicta är en fjärilsart som beskrevs av Moore 1879. Eupterote ochripicta ingår i släktet Eupterote och familjen Eupterotidae. Inga underarter finns listade i Catalogue of Life.